# Ratatouille

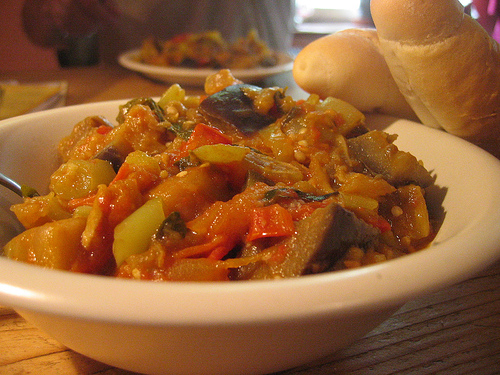
Ratatouille

A ratatouille (ejtsd: ratatui) padlizsánból és más zöldségekből készülő hagyományos francia egytálétel. Szokás „mediterrán lecsó”nak vagy „francia lecsó”nak is hívni. Elsősorban Provence-ban készítik, különösen Nizzában. A valódi ratatouille szaftos és olvadósan kompótszerű.

## Elkészítése
A felkockázott padlizsánt besózzuk és 20 percig állni hagyjuk, majd leönjük róla a fölössé vált lét. A paradicsomokat kockákra vágjuk, olívaolajjal meglocsoljuk. Felkockázott vöröshagymát és fokhagymát, majd paprikákat is adunk hozzá. Hozzáadjuk a felkockázott cukkinit, a padlizsánt, a paradicsomot is. Megsózzuk, megborsozzuk, fűszerezzük a babérlevéllel és kakukkfűvel. Az egészet a sütőben tesszük.